# HammAli & Navai
HammAli & Navai —  рэп-дуэт, состоящий из Александра Громова (по рождению Алиев) и Наваи Бакирова. 15 марта 2025 года продюсер группы объявил о распаде дуэта. Последний раз совместно на сцену артисты вышли 25 и 30 мая в Москве и Санкт-Петербурге на последних сольных концертах.

## История
Основан 29 июня 2016 года во время записи первой совместной песни «День в календаре». Оба участника дуэта этнические азербайджанцы.
В январе 2017 года было записано два совместных трека «Летать не хочу» и «Любовь-простуда». Менее чем через месяц у дуэта вышла песня «Ты моя химия», а ещё спустя месяц состоялась премьера сингла «Память не разрушить».
19 апреля 2017 года состоялся релиз трека «Вместе летать», записанный совместно с Bahh Tee. В мае того же года дуэт выпустил песню «Привет, ну как ты там вообще?». 16 июня был опубликован трек «Фары-Туманы». 4 июля был выпущен трек «Закрываю глаза» совместно с Джоззи.
В 2018 году был представлен трек «Хочешь, я к тебе приеду» на который позже был представлен клип, в клипе снялась Настя Ивлеева. 9 марта 2018 года состоялась премьера дебютного студийного альбома JANAVI, который стал самым прослушиваемым альбомом в 2018 году по версии BOOM. На песню «Пустите меня на танцпол», ставшую хитом (вошла в чарты Звук (2-е место), Mooscle (2-е место), Youtube (5-е место) и др.), был снят клип, в котором снялись рэпер Киевстонер и блогер Маша Миногарова. 26 ноября в свет вышел мини-альбом «JANAVI: Аутотомия».
В 2020-м и начале 2021 года артисты продолжали выпускать коммерчески успешные композиции, но в то же время стал прослеживаться акцент на сольное творчество. Так у HammAli в конце 2020 года выходит совместный трек с Мари Краймбрери, а Navai успевает записать в 2020 году целую серию синглов.
4 марта 2021 года солисты группы объявили о распаде коллектива и начале сольного творчества. Однако, летом 2021 года вновь продолжили выпускать совместные треки.

## Дискография

### Альбомы
HammAli & Navai
| Название                        | Подробнее                                                                                |
| ------------------------------- | ---------------------------------------------------------------------------------------- |
| «JANAVI»                        | - Выпущен: 9 марта 2018 - Лейбл: Siyah Music - Формат: цифровая дистрибуция              |
| «JANAVI: Аутотомия»             | - Выпущен: 26 ноября 2018 - Лейбл: Zhara Music - Формат: цифровая дистрибуция            |
| «Когда хорошему человеку плохо» | - Выпущен: 1 апреля 2021 - Лейбл: Atlantic Records Russia - Формат: цифровая дистрибуция |

Navai
| Название     | Подробнее                                                                     |
| ------------ | ----------------------------------------------------------------------------- |
| «Три песни»  | - Выпущен: 2 октября 2020 - Лейбл: Zhara Music - Формат: цифровая дистрибуция |
| «Как Есенин» | - Выпущен: 8 марта 2024 - Лейбл: Lotus Music - Формат: цифровая дистрибуция   |

### Синглы
- 2016 — «День в календаре»
- 2017 — «Летать не хочу»
- 2017 — «Любовь-простуда»
- 2017 — «Ты моя химия»
- 2017 — «Память не разрушить»
- 2017 — «Вместе летать» (совместно с Bahh Tee)
- 2017 — «Привет, ну как ты там вообще?»
- 2017 — «Фары-Туманы»
- 2017 — «Закрываю глаза» (при уч. Джоззи)
- 2018 — «Ноты»
- 2018 — «Хочешь, я к тебе приеду»
- 2018 — «Цветок»
- 2018 — «Пустите меня на танцпол»
- 2018 — «Мама»
- 2019 — «Как тебя забыть»
- 2019 — «Девочка — война»
- 2019 — «Без тебя я не я» (совместно с JONY)
- 2019 — «Прятки»
- 2019 — «Я закохався» (совместно с Мишей Марвиным)
- 2020 — «Не люби меня»
- 2020 — «Где ты была?»
- 2020 — «Жить, не думая о тебе» (совместно с Bahh Tee)
- 2020 — «Ну почему?» (совместно с Emin'ом)
- 2020 — «А если это любовь?»
- 2020 — «Девочка танцуй» (cover Artik & Asti)
- 2021 — «Птичка»
- 2021 — «У окна»
- 2021 — «Последний поцелуй» (совместно с Руки Вверх)
- 2021 — «Бриллианты VVS» (совместно с Slava Marlow)
- 2021 — «Боже как завидую» (совместно с Jah Khalib'ом)
- 2021 — «Она хочет быть моделью» (совместно с Macan’ом)
- 2022 — «Любить это так бесполезно»
- 2023 — «Засыпай, красавица»
- 2023 — «Засыпаешь, но не со мной» (совместно с Егором Кридом)
- 2023 — «Где ты теперь и с кем» (совместно с Бастой)
- 2023 — «Если мир справедлив»
- 2023 — «Снова 17»
- 2024 — «Западня»
- 2024 — «Подсолнухи» (совместно с Murovei, Dj Cave и Dina RAF)

#### Сольные синглы
- 2019 — «Не приму и даром» (Navai при уч. Bahh Tee)
- 2019 — «Любимая песня» (HammAli при уч. Loc-Dog'ом)
- 2020 — «Эгоист» — Navai
- 2020 — «На что мы тратим жизнь?» — HammAli
- 2020 — «Медляк» (HammAli при уч. Мари Краймбрери)
- 2020 — «Просто разговор» (HammAli при уч. Loc-Dog'ом)
- 2020 — «Зачем ты врёшь?» — Navai
- 2020 — «Чёрный мерен» — Navai
- 2020 — «Милая моя» (Navai при уч. Эллаи)
- 2021 — «Наверно ты меня не помнишь» (HammAli при уч. JONY)
- 2022 — «Не плачь, не реви» (HammAli при уч. Эллаи)
- 2023 — «Баю-Бай» (HammAli при уч. Тимати)
- 2023 — «В чёрных очках» (HammAli при уч. Мари Краймбрери)
- 2023 — «Lambo» (Navai при уч. Тимати)
- 2023 — «Москва тебя испортила» (Navai при уч. Idris & Leos)
- 2023 — «Искренность» (HammAli при уч. Idris & Leos)
- 2024 — «Где-то в глубине сердца » (Navai при уч. MACAN)
- 2024 — «Есенин» (Navai при уч. Mona)

#### Участие в альбомах других исполнителей
- JONY — «Список твоих мыслей» («Без тебя я не я»)
- Егор Крид — «58» («Мне всё Монро»)
- Hann & Navai — «Hann» («Магнит»)
- Bahh Tee & Navai — «10 лет спустя» («Не читайте переписки»), HammAli & Navai («Жить, не думая о тебе»)
- The Limba & Andro & Navai — «Anima» («Никаких эмоций»)
- JONY & HammAli — «Не ищите во мне жанры» («Наверно, ты меня не помнишь»), JONY & Navai («Когда всё поймёшь»)
- MACAN — «12» («Не умеешь, не люби»)
- MIIDAS — «Нео-Романс» («Тонем»)
- Emin & HammAli — «44» («До тебя»), HammAli & Navai («Ну почему?»)

## Видеография
| Клип | Год выпуска                | Режиссёр          |
| ---- | -------------------------- | ----------------- |
| 2017 | Вместе летать              | Бахтияр Алиев     |
| 2018 | Хочешь, я к тебе приеду    | Ильяр Бурашев     |
| 2018 | Пустите меня на танцпол    | Дима Ицков        |
| 2019 | Девочка — война            | не указан         |
| 2020 | Эгоист                     | Александр Романов |
| 2020 | А если это любовь?         | Александр Романов |
| 2021 | Наверно ты меня не помнишь | Юджин             |
| 2022 | Птичка                     | Алексей Богданов  |
| 2023 | Баю-Бай                    | Заур Засеев       |
| 2023 | Lambo                      | Заур Засеев       |

## Премии и номинации
| Год  | Премия             | Номинация             | Результат | Источник |
| ---- | ------------------ | --------------------- | --------- | -------- |
| 2019 | Премия RU.TV       | Мощный старт          | Номинация | [ 24 ]   |
| 2020 | Новое Радио Awards | Лучшая группа         | Победа    | [ 25 ]   |
| 2023 | Премия RU.TV       | Лучший хип-хоп проект | Победа    | [ 26 ]   |